# Hylaea neustriaria
Hylaea neustriaria là một loài bướm đêm trong họ Geometridae.